# Georges Raeders
Georges Raeders (1896 — 1980) foi um escritor franco-brasileiro. Foi professor na Pontifícia Universidade Católica de São Paulo. 
1. ↑  «Georges Raeders (1896-1980)». data.bnf.fr (em francês). Consultado em 20 de julho de 2022